# Msida
Msida Málta egyik helyi tanácsa Vallettától nyugatra. Lakossága 7623 fő. Neve állítólag arab eredetű, jelentése „a halász lakhelye”. Részlegesen önálló településrésze Swatar.

## Története
Eredetileg apró halászfalu volt a Marsamxett öböl végében, Brichelot és Bremond 1718-as térképén megtalálható La Mizida néven. 1867-ben lett önálló egyházközség. Ħamrun 1881-ben elszakadt tőle, őt Santa Venera (1918), Pietà (1968) és Ta' Xbiex (1969) követte. A mai városközpont jelentős részét a második világháború után a tengertől kellett elhódítani. 1993 óta Málta egyik helyi tanácsa. A város lendületét ma a Máltai Egyetem és az új Mater Dei Kórház adják.

## Önkormányzata
Msidát kilenctagú helyi tanács irányítja. A jelenlegi, hetedik tanács 2013 márciusában lépett hivatalba, 5 munkáspárti és 4 nemzeti párti képviselőből áll.
Polgármesterei:
- Joseph Cassar Naudi (1994–1995)
- Emanuel Abela (1995–1997)
- Dr. Carmel Grima (1997–2006)
- Dr. Alexander Sciberras (2006–2009)
- Clifton Grima (Munkáspárt, 2009–)

## University of Malta

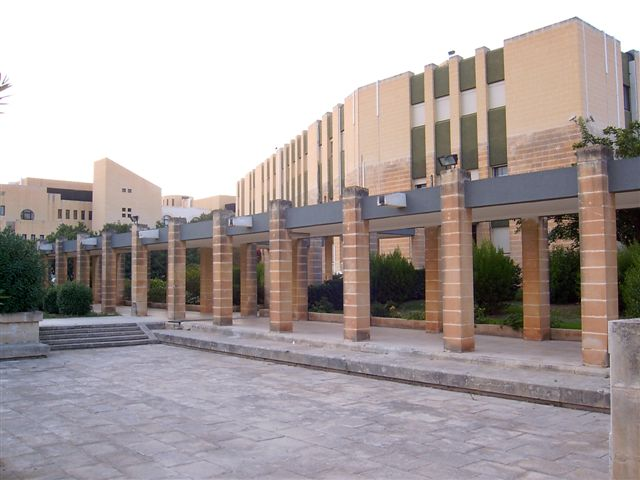
Az egyetem részlete

Málta legmagasabb fokú oktatási intézménye, amely a kétlépcsős egyetemi képzésen kívül posztgraduális képzést is kínál a hallgatóknak. Mottója: Ut fructificemus Deo. 1591-ben alapították a máltai jezsuiták Collegium Melitense néven. A rend 1768-as elüldözése után Manuel Pinto de Fonseca nagymester az intézményre alapozva megalapította a máltai egyetemet.
Az egyetemnek az 1960-as évekig néhány száz hallgatója volt, ma ez több mint 10 000 – köztük 600 külföldi diák -, akik 11 karon tanulnak: a Művészeti; Épített környezeti; Fogorvosi; Közgazdasági, Management & Pénzügyi; Oktatási; Mérnöki; Informatikai & kommunikációtechnológiai; Jogi; Egészségügyi & Orvosi; Tudományos és a Teológiai karon. Több különleges kutatási területen is aktívak, például szigetek és miniállamok témában. Rómában kihelyezett tagozata van.
A felvétel az érettségi eredménye alapján történik. A máltai diákokat jelentős ösztöndíjjal támogatja az állam.

## Mater Dei
Málta új, 2007-ben átadott 825 ágyas kórháza. Összes területe 232 000 m². Az épülő intézmény a költségek növekedése miatt egy évtizeden át a politikai viták középpontjában állt, mígnem Lawrence Gonzi miniszterelnök megnyitotta. A többszöri kormányváltás után specializált klinikai jellegét is elveszítette, és általános kórházként fejezték be.

## Sport
Labdarúgóklubja az Msida St. Joseph Football Club, jelenleg a BOV Premier League tagja. Ezenkívül van boccia-klubja is.

## Közlekedés
Az ország legjobb autóútjai vezetnek át a forgalmas városon.
Sok buszjárat halad át a városon, a Mater Dei Kórház több vonal végállomása is. Autóbuszjáratai (2011. július 3 után):
- 11 (Valletta-Ċirkewwa
- 12 (Valletta-Qawra)
- 13 (Valletta-San Ġiljan)
- 21 (Valletta-Mosta)
- 22 (Valletta-Mater Dei Kórház)
- 23 (Valletta-Għajn Tuffieħa/Golden Bay)
- 31 (Valletta-Qawra)
- 32 (Valletta-Ta' Xbiex)
- 41 (Valletta-Ċirkewwa)
- 42 (Valletta-Mosta)
- 43 (Valletta-Lija)
- 106 (Mater Dei-Ta' Qali)
- 110 (Mater Dei-Birkirkara)
- 123 (Pembroke-Mater Dei)
- 125 (Blata l-Bajda-Mater Dei)
- 202 (Sliema-Rabat)
- X1 (expressz, Repülőtér-Ċirkewwa)
- X2 (expressz, Repülőtér-San Ġiljan)
- N13 (éjszakai, San Ġiljan, körjárat)
- N32 (éjszakai, San Ġiljan-Għargħur)
- N52 (éjszakai, San Ġiljan-Dingli)